# العلاقات الأمريكية الناوروية
العلاقات الأمريكية الناوروية هي العلاقات الثنائية التي تجمع بين الولايات المتحدة وناورو.

## مقارنة بين البلدين
هذه مقارنة عامة ومرجعية للدولتين:
| وجه المقارنة                                              | الولايات المتحدة                                                                                                  | ناورو                          |
| --------------------------------------------------------- | --- | ------------------------------ |
| المساحة (كم2)                                             | 9.83 مليون | 21                             |
| عدد السكان (نسمة)                                         | 311.58 مليون | 10.08 ألف                      |
| الكثافة السكانية (ن./كم²)                                 | 31.7 | 48.00 ألف                      |
| العاصمة                                                   | واشنطن العاصمة | ضاحية يارين                    |
| اللغة الرسمية                                             | لغة إنجليزية | اللغة الناورونية، لغة إنجليزية |
| العملة                                                    | دولار أمريكي | دولار أسترالي                  |
| الناتج المحلي الإجمالي (بليون دولار)                      | 19.39 تريليون | 113.88 مليون                   |
| الناتج المحلي الإجمالي (تعادل القوة الشرائية) بليون دولار | 18.04 تريليون | 162.98 مليون                   |
| الناتج المحلي الإجمالي الاسمي للفرد دولار أمريكي          | 56.12 ألف | 9.83 ألف                       |
| الناتج المحلي الإجمالي للفرد دولار أمريكي                 | 54.63 ألف |                                |
| مؤشر التنمية البشرية                                      | 0.920 |                                |
| رمز المكالمات الدولي                                      | +1 | +674                           |
| رمز الإنترنت                                              | .us، Gov.، .mil، Edu.                                                                                             | .nr                            |
| المنطقة الزمنية                                           | توقيت ساموا الأمريكية، توقيت أطلنطي موحد، منطقة زمنية وسطى، توقيت ألاسكا ‏، المنطقة الزمنية الجبلية، توقيت تشامرو ‏ | ت ع م+12:00                    |

## منظمات دولية مشتركة
يشترك البلدان في عضوية مجموعة من المنظمات الدولية، منها:
| علم المنظمة | اسم المنظمة                   | تاريخ انضمام الولايات المتحدة | تاريخ انضمام ناورو |
| ----------- | ----------------------------- | ----------------------------- | ------------------ |
|             | يونسكو                        | 4 نوفمبر 1946                 | 17 أكتوبر 1996     |
|             | منظمة حظر الأسلحة الكيميائية  | ?                             | ?                  |
|             | بنك التنمية الآسيوي           | 1966                          | 1991               |
|             | الأمم المتحدة                 | 24 أكتوبر 1945                | 14 سبتمبر 1999     |
|             | الاتحاد الدولي للاتصالات      | 1 يوليو 1908                  | 10 يونيو 1969      |
|             | منظمة الشرطة الجنائية الدولية | ?                             | ?                  |
|             | الاتحاد البريدي العالمي       | ?                             | ?                  |

## وصلات خارجية
- موقع وزارة الخارجية الأمريكية